# Hogwarts Legacy
Hogwarts Legacy je akční hra na hrdiny vyvinutá studiem Avalanche Software a vydaná společností Warner Bros. Games pod značkou Portkey Games. Hra je součástí franšízy Wizarding World a odehrává se ve světě kouzel a kouzelníků, a to konkrétně na konci 19. století, sto let před událostmi popsanými v knižní sérii Harry Potter. Hráč ovládá studenta na Škole čar a kouzel v Bradavicích, který se učí ovládat různé kouzelnické schopnosti a plní úkoly pro další studenty a profesory. Hráč se také podílí na odhalování starobylého tajemství světa kouzel.
Hogwarts Legacy je prvním titulem studia Avalanche Software od jeho akvizice společností Warner Bros. v roce 2017. Vývoj začal v roce 2018 a ještě v témže roce unikly na internet první záběry z hraní. Po oficiálním oznámení v roce 2020 vzbudila hra značná očekávání. Před vydáním některé skupiny vyzývaly k jejímu bojkotu, a to kvůli kontroverzním názorům J. K. Rowlingové na transgender osoby a obviněním z přítomnosti antisemitských klišé v sérii o Harrym Potterovi. Po několika odkladech byla hra vydána 10. února 2023 pro PlayStation 5, Windows a Xbox Series X/S. 5. května 2023  byla vydána také pro PlayStation 4 a Xbox One a 14. listopadu 2023 i pro Nintendo Switch.
Hra zaznamenala v období předběžného přístupu rekordní sledovanost na streamovací platformě Twitch a stala se tak na ní nejsledovanější hrou pro jednoho hráče všech dob. Během dvou týdnů po uvedení na trh se jí prodalo více než 12 milionů kopií a celosvětově vynesla 850 milionů dolarů. Hogwarts Legacy získalo od kritiků vcelku příznivé recenze; chválili jeho bojový systém, design světa, postavy a věrnost předloze, kritizovali však technické problémy a nedostatek inovací.

## Hratelnost
Hogwarts Legacy je akční hra na hrdiny, jež se hraje z pohledu třetí osoby. Odehrává se v Bradavicích a jejich okolí a je ovlivněna franšízou Wizarding World. Při tvorbě postavy si hráč může zvolit její vzhled, pohlaví, hlas a typ těla. Může si také vybrat jednu ze čtyř bradavických kolejí. Postupem hrou se hráčská postava učí sesílat kouzla, vařit lektvary a ovládat bojové schopnosti, až si nakonec vytvoří vlastní bojový styl. Plněním výzev může hráčova postava získávat zkušenostní body a zvyšovat tak svou úroveň, díky čemuž bude mít přístup k různým kouzlům, talentům a schopnostem a jejich vylepšování. Tyto výzvy mají podobu bojů, úkolů a průzkumu prostředí. Hráčské postavy mohou též navazovat přátelství s nehratelnými postavami (NPC) a rozvíjet s nimi vztahy. Ze spolužáků se pak stávají společníci, kteří mohou hráče doprovázet na jejich cestách, pomáhat jim svými schopnostmi a nabízet jim jedinečné úkoly, během kterých se hráči dozvídají více o jejich životě. Každá z kolejí, jmenovitě Nebelvír, Mrzimor, Havraspár a Zmijozel, nabízí také jedinečnou společenskou místnost. Ty jsou přístupné pouze pro hráčovu aktuální kolej, do které jej přidělil Moudrý klobouk. Spolu s výběrem koleje hráč obdrží různé exkluzivní úkoly. Body bradavických kolejí sice hrají v příběhu hry svou roli, ale jejich získávání či stržení není ovlivňováno akcemi hráčů.
Hráč může prozkoumávat známá místa jako Prasinky a Zapovězený les. Jedna z hlavních aktivit pro hráče je navštěvování hodin. Postupem hrou se interiéry a exteriéry hradu vizuálně mění, aby odpovídaly ročním obdobím. Hra také nabízí změnu hudby v závislosti na poloze postavy hráče, jak se pohybuje v otevřeném světě, s významnými rozdíly v konkrétních společenských místnostech, které jsou přístupné pouze hráčům, kteří si vyberou odpovídající kolej.